# 小井戸秀宅
小井戸 秀宅（こいど しゅうたく、本名での読み：こいど ひでいえ、1936年10月4日 - ）は、日本の振付師、演出家。

## 来歴
群馬県出身。高校卒業後に上京し、日劇ミュージックホールに入団。スタジオナンバーワンダンサーズの一員として、ステージダンサーの経験を積む。
その後、『光子の窓』、『シャボン玉ホリデー』などのテレビ番組に出演し、振付師の仕事に携わる。
1974年 - 1994年の間、レストランシアターの「赤坂コルドンブルー」で、歌手・タレントのステージ演出・振付も行っていた。
富岡祭り盆踊振り付け。
2017年現在、富岡製糸場観光大使。TBS系列で現役活躍中。

## 振り付けを担当した芸能人の一例
- ザピーナッツ
- 坂本九『明日があるさ』（1963年）
- 郷ひろみ『男の子女の子』（1972年）
- フォーリーブス（1973年、第45回ウエスタン・カーニバル 「フォーリーブスショー」　北公次と共に振付を担当）
- プリンセス天功（ワールドツアーなど）

## 振り付けを担当した番組の一例
- 夢をそだてよう（1963年 - 1964年）
- 第33回日本レコード大賞（1991年）
- オルトレ・イ・チンクワンタ（1993年 - 1994年）
- NHK紅白歌合戦（例年、一部の歌手のバックダンサーの振付を担当）

## 著書
- 『人生は、ショータイム―芸能界を踊らせつづけて50年、振付師・小井戸秀宅』（2004年、ブックマン社）[2]